# 구제역
구제역(口蹄疫, 영어: foot-and-mouth disease, hoof-and-mouth disease, 학명:  Aphtae epizooticae) 또는 입발굽병 은 소와 돼지 등 가축에 대한 전염성이 높은 급성 바이러스성 전염병의 하나이다. 사슴이나 염소, 양과 기타 소과 우제류 가축들, 그리고 코끼리, 쥐, 고슴도치 등 발굽이 두개로 갈라진 가축들에게 감염된다. 라마, 알파카도 가벼운 증상을 보일 수 있으나 저항력을 가지고 있고 같은 종의 다른 동물에 전염시키지 않는다. 실험실 실험에서 쥐, 닭에 인공적으로 감염시키는데 성공하였다 하나 자연상태에서도 감염되는지는 확실하지 않다.
사람도 균을 묻히고 다님으로써 질병을 감염시킬 수 있으며,이 병에 걸리지 않는 동물은 어떤 도움이 있어야 전파시킨다. 1952년 캐나다에서는 개들이 죽은 동물들의 뼈를 옮긴 후에 확산에 다시 불길이 붙었고, 옛 소련에서는 늑대가 비슷한 역할을 했던 것으로 생각되고 있다.
사람에게 영향을 미치는 경우는 아직까지는 없지만, 가벼운 감염 증세를 보인 경우는 있는 것으로 알려져 있다. 하지만 바이러스 변이를 통해서 감염의 가능성이 있기 때문에 주의가 필요하다. 치료 방법이 없으며 무조건 생매장시키고 재산적 손해가 발생해서 폐업을 해야한다.대한민국에서는 제1종가축전염병으로 지정되어 있다.
1897년에 프리드리히 뢰플러가 구제역의 원인은 바이러스라는 것을 발견하였다. 그는 감염된 동물의 혈액을 포셀린 필터에 통과시켜 걸러도 여전히 다른 동물을 감염시킬 수 있음을 확인했다. 구제역은 세계 대부분의 지역에서 발생하며, 숙주가 되는 동물의 종류와 개체수가 많고 전염성이 높기 때문에, 한동안 구제역이 발생하지 않던 곳에서도 발생할 수 있다.
구제역은 O, A, C, SAT-1, SAT-2, SAT-3, Asia-1와 같은 7가지 혈청형이 있고, 그 중 O형이 가장 흔하다.

## 증상
감염된 가축은 고열이 발생하지만 이틀에서 사흘이 지나면 열이 가라앉는다. 또 입 속에 생기는 수포로 인해 거품이 많고 끈적끈적한 침을 심하게 흘린다. 발굽에도 수포가 생겨 터지기도 하며 걸음을 절뚝거린다. 다 자란 개체의 경우 체중 감소를 겪기도 하며 이런 체중 감소는 몇 달 동안 회복되지 않는다. 수컷의 경우 고환이 부풀기도 하며, 젖소의 우유 생산량이 급격히 감소할 수 있다. 특히 어린 개체의 경우 심근염 등이 발생하여 사망하기도 한다. 잠복기는 평균 2일에서 일주일 정도이나, 세계동물보건기구(영어: OIE, Office International des Epizooties)에서는 최대 잠복기를 14일로 정하였다.

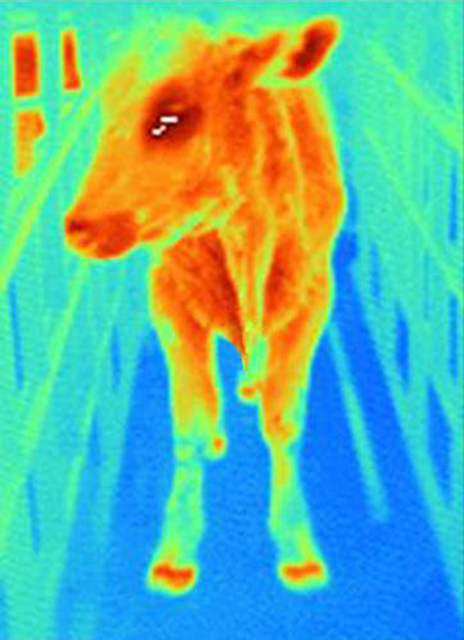
구제역에 의한 발열 ( thermography 촬영). 발굽 주위가 열이 나는 특징이 있다.
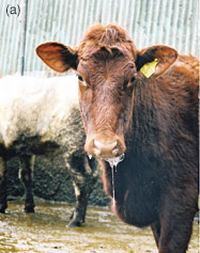
침을 많이 흘린다.
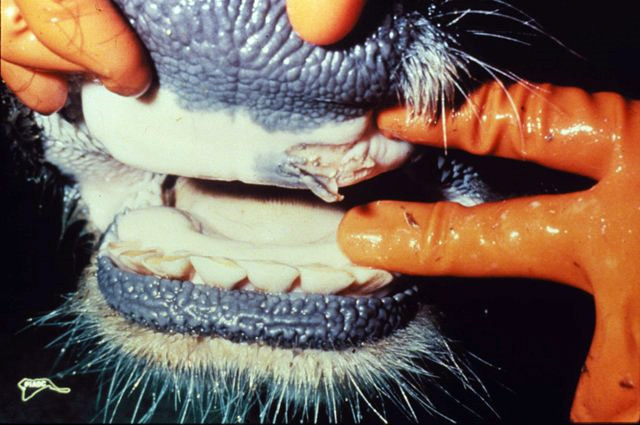
입속에 물집이 있다. 가축의 입술.
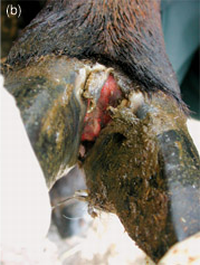
발굽 주변에 물집이 있다. 소의 다리.
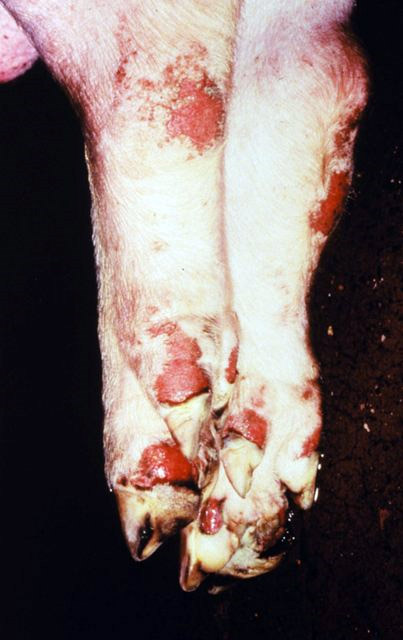
발굽 주위 수포. 돼지 다리.

## 구제역 - 농가 행동 지침
구제역은 섭씨 50도에서 완전히 사멸하는 것으로 전국 확산의 우려가 있으므로 농가는 아래 구제역 행동 지침을 완전히 숙지하고 행동하여야 한다.
1. 농장을 폐쇄하고 꼭 필요한 물품과 사람만을 출입시켜야 한다.
2. 꼭 필요한 외출만을 하고 각종 농가 모임은 참석하지 않으며 외출복을 입고 외양간으로 가는 일은 없어야 한다.
3. 구제역 바이러스의 사멸은 섭씨 50도이므로 과립 생석회를 우사 내 외부에 2일 간격으로 살포한다. 외양간 내부에 살포시 화재 위험이 있으므로 비료 살포하듯이 살포하며 절대로 한 군데 많은 양을 살포하면 안된다.
4. 출입구에는 출입구 폭만큼 2미터 길이로 두텁게 생석회를 살포한다.
5. 자체 소독을 강화하되 최소 3일 간격으로 소독하고 소독 일지는 반드시 작성한다.
6. 이상이 있는 소를 발견하면 즉시 가축 위생시험소나 행정 시청, 군청에 신고한다.

위 지침을 준수하지 않아 질병이 발생할 때에는 대한민국에서는 보상이 제외된다.

## 백신
구제역은 혈청형 사이에 여러 변종이 있을 뿐 아니라 한 혈청형 내에서도 많은 변종이 존재하기 때문에 백신 생산이 어렵다. 한 혈청형에 대한 백신은 다른 혈청형에 대하여 면역 작용을 하지 않으며, 같은 혈청형에 속하는 두 주(strain)가 가진 DNA 서열에서 전체 유전자의 30%까지 차이가 있는 경우도 있다. 따라서 구제역 백신은 한 혈청형 마다 개별적으로 적용해야 한다. 또한 구제역 백신을 투약해도 수 개월~수 년간만 면역이 유지된다.
초기의 구제역 백신은 불활화된 구제역 바이러스를 접종 대상 개체에 주사하는 것이었다. 이런 접종 방법은 실제 구제역을 발생시키기도 했다. 그러나 1970년대에 들어 과학자들은 바이러스를 구성하는 단백질 하나만으로도 백신을 생산할 수 있다는 사실을 발견했다. 이제 문제는 그런 단백질을 백신을 만들 수 있을 정도의 양으로 생산하는 것이었다. 1981년 미국 정부는 구제역 바이러스에 대한 백신 생산을 발표하였는데, 이는 세계 최초로 유전 공학을 이용해 만든 백신이었다.
현재 세계동물보건기구에서는 각 나라를 구제역 발병 상황에 따라 세 단계로 분류하고 있다. 즉, 백신 여부와 상관 없이 구제역이 발생하는 곳, 백신 접종하에 구제역이 발생하지 않는 곳, 백신 접종 없이 구제역이 발생하지 않는 곳으로 나뉜다. 이 가운데 백신 접종 없이 구제역이 발생하지 않는 곳으로 분류된 나라가 가축 및 육류의 수출 시장에서 우위를 점유하므로 대한민국뿐만 아니라 캐나다, 미국이나 영국 등의 축산 선진국에서는 이 부류에 계속 속하기 위해 노력한다.

### 백신 접종시 장점
- 예방을 통해 발생을 최소화 할 수 있다.
  - 매몰처리에 의한 자원손실, 환경문제, 동물복지 문제 및 소비자 혐오감 등 해소할 수 있다.
  - 이동통제 및 소독에 따른 경제적 손실(방역비, 지역 이미지 감소 등) 최소화할 수 있다.

### 백신 접종시 단점
- 예방접종 가축에 대한 사후관리가 제대로 되지 않을 경우 일부 예방접종 가축이 전염원(Carrier) 역할을 하며 다른 가축에게 바이러스를 퍼뜨릴 수 있다. 소 등 반추동물은 백신접종 후 항체가 형성되는 과정에서 구제역에 감염될 경우 바이러스가 특정부위(인후두 등)에 숨어있는 경우가 있으며, 해당 가축은 임상증상을 보이지 않기 때문에 확인·제거가 어렵다. 인후두에 숨어있는 바이러스는 항체에 의해 제거되지 않기 때문에 상황에 따라 임상증상 없이 몸 밖으로 바이러스를 배출할 수 있다.(약 3년)
  - 혈청검사를 통해 구제역 감염축을 확인할 수 있으나 자연감염에 의한 것인지 백신접종에 의한 것인지 감별이 어려워 백신을 접종한 가축이 모두 도태될 때까지 관리가 필요하게 되어 현지 매립에 비해 과다하게인력, 예산이 소요된다.
- 모든 우제류에 대해 예방접종을 할 경우 매년 접종해야 하기 때문에 매몰 비용보다 많은 예산이 소요된다.
  - 2010년 기준으로 첫해에 2차례 접종(1차 접종 1개월 후 2차 접종)하는데 백신비, 접종비 등 1,560억원이 소요되고, 다음해부터 매년 1차례 추가 접종하는 등 연간 780억원이 소요될 것으로 추정된다.
- 백신 접종시 청정국 지위를 인정받지 못해 돼지고기 등 축산물 수출이 곤란하다.
  - 동등성 원칙에 따라 중국과 같은 구제역 발생국으로부터 수입위생조건 체결시 불리한 입장에 직면하게 된다.
  - 백신 접종 후 청정국 지위를 인정받기 위해서는 마지막 백신접종 가축을 모두 도축한 후 3개월이 지나야 신청이 가능하다. 백신을 접종한 2000년에는 접종 완료후 약 1년 후에 청정국 지위를 획득한 바 있다. 매몰처리시 마지막 발생후 3개월이 지나면 청정국 지위 획득이 가능하다.
- 백신을 접종한 가축의 축산물을 공급할 경우, 소비자 신뢰가 저하되어 전체 축산물 소비가 감소할 우려가 있다.

## 각국의 구제역 발생

### 대한민국

#### 2000년
2000년 3월 24일부터 4월 15일까지 경기도 파주시, 화성시, 용인시, 충청남도 홍성군, 보령시와 충청북도 충주시 지역에서 15건의 젖소 구제역이 발생하여 총 2,216마리를 살처분하고 예방접종을 하는 등 대책에 총 3,006억원의 예산이 투입되었다. 예방접종 중단 후 1년이 지난 2001년 8월 31일 구제역 청정국으로 회복되었다.

#### 2002년
2002년 5월 2일부터 6월 23일까지 경기도 안성시, 용인시, 평택시와 충청북도 진천군 지역에서 16건의 소 및 돼지 구제역이 발생하여 총 160,155마리를 살처분하는 등 대책에 1,434억원의 예산이 투입되었으나, 예방접종은 실시하지 않았다. 8월 14일 이동제한을 해제하였으며, 동년 11월 29일 청정국 지위를 회복하였다.

#### 2010년
2010년 1월 2일부터 1월 29일까지 경기도 포천시와 연천군 지역에서 6건의 소 구제역이 발생하여 총 5,956마리를 살처분하는 등 대책에 총 288억원의 예산이 투입되었으나, 예방접종은 실시하지 않았다. 3월 23일 12시를 기하여 구제역 발생 종식 선언을 하였다.
2010년 4월 8일부터 5월 6일까지 인천광역시 강화군, 경기도 김포시, 충청북도 충주시와 충청남도 청양군 지역에서 7건의 소 및 4건의 돼지 구제역이 발생하여 총 49,874마리를 살처분하는 등 대책에 총 1242억원(추정)의 예산이 투입되었으나, 예방접종은 실시하지 않았다. 6월 19일 가축 이동제한을 해제하였으며, 9월 27일 청정국으로 회복되었다.
2010년 11월 28일부터 경상북도 안동시.
, 예천군, 영양군
, 영주시, 영덕군, 경기도 양주군, 연천군, 파주시 지역에서 소와 돼지 구제역 35건이 발생하여 총 175,541마리를 살처분중에 있으며, 방역비 175억원을 지원중에 있다. 안전지대로 알려진 강원도 춘천시, 홍천군, 횡성군, 양양군, 화천군, 원주시, 평창군과 경기도 가평군, 여주군, 인천광역시, 충청북도 충주시에서도 구제역이 발생하였다.
대구・경북지역 일간지 매일신문에 따르면 첫 구제역 의심신고를 했던 안동 서현양돈단지 내 농장주 Y씨는 최근 검・방역당국으로부터 의심증세 발병과 신고 날짜를 지난해 11월23일이 아닌 28일로 허위 진술해 달라는 전화를 수차례 받았다고 밝혔다.

#### 2011년
2010년 말의 유행이 2011년 4월까지 계속되다가 6월 27일 확산은 주춤한 상태이다. 전라북도와 전라남도, 제주특별자치도를 제외한 전국에 확산되었다. 2011년 4월 22일까지 매몰 또는 살처분 규모는 350만 마리 이상이었으며, 백신접종 대상은 소 217만3000마리, 돼지 61만1000마리 등 모두 278만4000마리로 늘어났다.

#### 2014년~2015년
7월 24일부터 경상도 일대에서 발생하다가 잠시 소강상태를 보이다 12월부터 다시 발병하여 충청도, 경북 안동, 경기도 남부지역을 중심으로 현재까지 확산되고 있다.

#### 2016년
1월 11일 전라북도 김제 양돈농가에서 구제역 발생. 현재 방역에 총력.

#### 2017년
2월 6일 충청북도 보은 젖소농가에서 구제역이 발생하여 195두의 젖소 살처분됨.
2월 6일 오후 6시부터 다음날 자정까지 전국 모든 축산 농가와 관련 차량 등에 대해 일시 이동중지. 구제역이 처음 발생한 곳과 가까운 충북과 전주지역에서는 7일동안 소와 돼지의 타지역 방출이 금지되었다.

#### 2018년
2018년 3월, 김포에서 A형 바이러스 구제역이 발생하여 27일 낮 12시부터 29일 낮 12시까지 48시간 전국을 대상으로 이동중지 명령이 내려졌다.

#### 2019년
2019년 1월 28일, 안성 젖소 농가에서 첫 구제역이 발생해 설을 앞두고 전국적으로 방역에 비상이 걸렸다.

### 영국

#### 2001년
2001년 영국에서 약 2000건의 구제역 발생이 조사되었다. 이로 인해 약 7백만 마리의 양과 소가 도살되었으며, 맨 섬 TT 등의 스포츠, 레저 행사와 경기가 취소되고 2001년 영국 보통선거가 한 달 연기된 바 있다. 가축 매매에 대한 정부의 엄격한 제재, 농장을 출입하는 모든 사람에 대한 소독, 농민들이 참여할 것으로 예상되는 대규모 행사들의 취소와 같은 조치에 힘입어 아일랜드 공화국에서는 단 한 건의 감염밖에 기록되지 않았다.

#### 2007년
영국 환경농촌부(DEFRA, Department of Environmental, Food, and Rural Affairs)는 2007년 8월 3일, 구제역 발생을 공식 발표하였다. 잉글랜드 서리의 한 농장에서 구제역이 발생하여 해당 지역에서 120여 마리의 가축이 도살되었고 영국 전역에서 111,000개 농장의 가축에 대해 이동이 금지되었다. 유럽 연합은 영국으로부터의 가축 반출을 금지했다.
8월 4일, 2007년 영국 구제역의 원인이 백신에 관련되나 실제 개체에서는 잘 발견되지 않고 1967년 발생 이후 격리된 "01 BFS67 - like" 종류임이 밝혀졌다. 구제역이 발생한 지점에서 인근 4 킬로미터 거리인 퍼브라이트에 위치한 동물보건연구소(Institute for Animal Health)와 머리얼 애니멀 헬스 주식회사(Merial Animal Health Ltd)에서 사용된 것과 같은 종류이다.
대한민국 농림부는 영국 환경농촌부의 공식 발표에 따라 2007년 8월 6일 영국산 돼지와 돼지고기에 대한 수입금지조치를 내렸다.

### 일본

#### 2010년
4-7월 미야자키현 등지에서 구제역이 발생하였다.

### 중화인민공화국

#### 2010년
1월, 3-8월 구제역이 발생하였다.

### 중화민국

#### 2010년
2월, 6월, 8월 구제역이 발생하였다.

### 몽골

#### 2010년
4-6월, 9월, 11월 구제역이 발생하였다.

## 참고 문헌
- Levy, Jay A., Heinz Fraenkel-Conrat, and Robert A. Owens. Picornaviridae. Chap. 2, section 2.2 in Virology. Englewood Cliffs, NJ: Prentice Hall, 1994.
- Abigail Wood, A Manufactured Plague: The History Of Foot-and-mouth Disease In Britain, 2004.
- Lab-On-Site Project, Foot and Mouth Disease Virus.